# Collinas
Collinas (sardisk: Fòrru) er en by og en kommune (comune) i provinsen Sud Sardegna i regionen Sardinien i Italien. Byen ligger i 249 meters højde og har 846 indbyggere (2016). Kommunen har et areal på 20,83 km² og grænser til kommunerne Gonnostramatza, Lunamatrona, Mogoro, Sardara, Siddi og Villanovaforru.